# Franck Tournaire
Franck Tournaire (Narbona, 4 dicembre 1972) è un rugbista a 15 francese, dal 2008 militante come pilone nel Carcassonne.

## Biografia
Cresciuto a Sallèles-d'Aude, esordì in campionato nel Narbona, club con il quale divenne professionista nel 1996, prima di passare al Tolosa nel 1997.
Con tale prestigioso club Tournaire vinse un campionato francese e una Heineken Cup.
In Nazionale, Tournaire esordì nel 1995, in un test match contro l'Italia; partecipò a cinque edizioni consecutive del torneo del Cinque / Sei Nazioni, dal 1996 al 2000; realizzò il suo primo Grande Slam nel 1997 e appena una settimana più tardi dopo tale conquista fece parte della squadra che subì la prima sconfitta della storia francese contro l'Italia, nella finale della Coppa FIRA 1995-97; conseguì un nuovo Slam nel 1998 e un anno più tardi disputò tutti gli incontri della Coppa del Mondo di rugby 1999 in Galles, in cui la Francia giunse fino alla finale.
Nel 2002 divenne il primo francese a militare nel club inglese del Leicester e nel 2003, tornato in patria, disputò una stagione nel Perpignano; tra il 2004 e il 2007 tornò a militare nella sua città natale, al Narbona; nel febbraio 2007, coinvolto in un dissidio di natura tecnico-finanziaria con la dirigenza societaria, che vide contrapposti alcuni giocatori e i vertici del club, Tournaire, insieme all'altro ex internazionale di prestigio Christian Labit, fu licenziato dal Narbona e trovò ingaggio a Parigi presso il Racing Métro 92, in Pro D2.
Nel 2008 raggiunse Labit al Carcassonne, in Fédérale 1 (terza serie nazionale): con tale squadra incontrò, nel corso del campionato 2009-10, il Marsiglia che schierava come estremo il notissimo giocatore neozelandese Jonah Lomu, anch'egli militante nella terza divisione francese.
Si trattò del primo incontro tra i due giocatori a distanza di 10 anni dalla semifinale della Coppa del Mondo di rugby 1999 tra Francia e Nuova Zelanda, vinto dai primi, che costò agli All Blacks l'esclusione dalla finale.
Con il Carcassonne Tournaire vinse il titolo di Fédèrale 1 nel 2010, che permise alla squadra di essere promossa in Pro D2; dopo la promozione giunse il ritiro.

## Palmarès
- Campionati francesi: 1
Tolosa: 2000-01